# Copa del Generalísimo de hockey sobre patines 1953
La Copa del Generalísimo de hockey sobre patines de 1953 fue la décima edición de la Copa del Generalísimo de este deporte. La sede única fue Barcelona. Se disputó entre el 24 y el 26 de abril de 1953 y el campeón fue el FC Barcelona. El Torneo de Consolación fue ganado por el Girona CH.

Participaron 8 clubs por segunda vez consecutiva.

## Equipos participantes
Los 8 equipos participantes fueron:
- Aragón: Delicias.
- Castilla: At. Madrid y Azor.
- Cataluña: Barcelona, Girona, RCD Español y Reus Deportiu.
- Vascongadas: Esperanza.

## Cuartos de final
| Fecha       | Ganador        | Perdedor   | Resultado |
| ----------- | -------------- | ---------- | --------- |
| 24 de abril | Azor           | Girona     | 2-1       |
| 24 de abril | Reus Deportivo | At. Madrid | 4-0       |
| 24 de abril | RCD Español    | Esperanza  | 11-0      |
| -           | Barcelona      | Delicias   | -         |

- El Barcelona se clasificó para semifinales por la incomparecencia del Delicias.

## Semifinales
| Fecha       | Ganador     | Perdedor      | Resultado            |
| ----------- | ----------- | ------------- | -------------------- |
| 25 de abril | RCD Español | Azor          | 3-2 (prórroga) (2-2) |
| 25 de abril | Barcelona   | Reus Deportiu | 4-2                  |

- Partido por el tercer puesto (26 de abril): Azor-Reus Deportiu 1-1 (compartido ex aequo)

## Final
| Fecha       | Campeón   | Subcampeón  | Resultado |
| ----------- | --------- | ----------- | --------- |
| 26 de abril | Barcelona | RCD Español | 2-1       |

Campeón: FUTBOL CLUB BARCELONA